# Жорж Кангилем
Жорж Кангилем (на френски: Georges Canguilhem) е философ и медик, който специализира епистемология и философия на науката (в частност биология).

## Биография
Роден е на 4 юни 1904 г. Приет е в Екол нормал на ул. „Улм“ в Париж през 1924 г. като част от клас, който включва Жан-Пол Сартр, Реймон Арон и Пол Низан. Дипломира се през 1927 г. и след това преподава в различни лицеи из цяла Франция, а докато преподава в Тулуза, изучава медицина.
Получава докторска степен по медицина в Университета на Страсбург през 1943 г., в разгара на Втората световна война. Кангилем е активен участник във Френската съпротива, докато работи като лекар в Оверн. Използва псевдонима „Лафон“.
До 1948 г. заема професорско кресло по философия в Страсбург. Седем години по-късно вече е професор в Сорбоната и наследява Гастон Башлар като директор на Института по история на науките, позиция, която заема до 1971 г.
Умира на 11 септември 1995 г.

## Идеи
Фуко пише в неговия увод към Нормално и патологично на Кангилем (превод от английската статия):
| „ | Оставете настрана Кангилем и вече няма да може да разбирате добре Алтюсер, алтюсеризма и една цяла поредица от дискусии, които са се състояли между френските марксисти, няма да можете повече да схванете какво е специфично за социолози като Бурдио, Кастел, Пасеро и това, което силно ги маркира в социологията, ще изпуснете целия аспект на теоретичната работа направена от психоаналитиците, в частност последователите на Лакан. По-нататък в цялата дискусия на идеи, които предшестват или следват движението от 1968 г. е лесно да се намери мястото на онези, които отблизо или отдалеч, са били обучавани от Кангилем. | “ |